# Красна земљо
Химна Истре је композиција „Красна земљо” аутора Ивана Цукона. Стихове је написао Иван Цукон 1912. године, а композитор је Матко Брајша. На сједници скупштине 23. септембра 2002. године проглашена је химном Истарске жупаније.

## Текст
Красна земљо, Истро мила
доме рода хрватског
Куд се ори пјесан вила,
с Учке тја до мора твог.
Глас се чује око Раше,
чује Мирна, Драга, Лим
Све се диже што је наше
за род гори срцем свим.
Слава теби Пазин - граде
кој' нам чуваш родни крај
Дивне ли сте, ој Ливаде
нек' вас мине туђи сјај!
Сва се Истра широм буди
Пула, Бузет, Лошињ, Црес
Свуд помажу добри људи
наук жари кано кријес.